# Панцирь-С1
Панцирь-С1 (індекс ГРАУ — 96К6, за класифікацією НАТО — SA-22 Greyhound, укр. Панцир) — російський самохідний зенітний ракетно-гарматний комплекс (ЗРГК) наземного базування.
Розроблено тульським ГУП «Конструкторське бюро приладобудування». Призначений для ближнього прикриття цивільних і військових об'єктів (у тому числі комплексів ППО великої дальності) від усіх сучасних і перспективних засобів повітряного нападу. Також може здійснювати захист об'єкта від наземних і надводних загроз.
Комплекс створено 1994 року і вперше продемонстровано на МАКС-1995. Відтоді комплекс істотно модернізували, остання відома модифікація демонструвалася на МАКС-2007. 16 листопада 2012 розпорядженням голови уряду РФ Д. А. Медведєва ЗРГК «Панцирь-С1» прийнято на озброєння російської армії.

## Огляд
Панцирь-С1 являє собою зенітний ракетно-гарматний комплекс малого радіуса дії, що розміщується на гусеничному шасі, колісному шасі вантажівки, причепа або встановлюваний стаціонарно. Управління ведеться двома або трьома операторами. Протиповітряна оборона здійснюється автоматичними гарматами та керованими ракетами з радіокомандним наведенням з ІЧ та РЛ стеженням. Комплекс призначено для захисту малорозмірних об'єктів від засобів повітряного нападу (як пілотованих, так і безпілотних). Крім того, комплекс здатний вести боротьбу з легкоброньованими наземними цілями, а також живою силою супротивника.

## Робота комплексу
Особливість комплексу Панцирь-С1 полягає в суміщенні багатоканальної системи захоплення та супроводу цілей із ракетно-артилерійським озброєнням, що створює безперервну зону перехоплення цілі по висоті (мінімальна) від 0 м і по дальності (мінімальна) від 200 м. Досяжність по висоті 15 км, по дальності 20 км., навіть без зовнішньої підтримки.

### Режими роботи
До 6 машин Панцирь-С1 можуть спільно працювати через цифрову мережу зв'язку в різних режимах.
- Одиночні бойові дії: всі дії, починаючи від виявлення цілі до її перехоплення, повністю виконуються єдиним комплексом без залучення інших засобів.
- Бойові дії в складі батареї: один Панцирь-С1 працює як бойова машина та одночасно як командний пункт. Від 3 до 5 Панцирів можуть бути підключені до нього та отримувати цілевказівки для подальшого виконання завдання.
- Бойові дії з командним пунктом: командний пункт посилає цілевказівки на установки Панцирь-С1 для подальшого виконання завдання. Як мобільний командний пункт може служити, зокрема 9С737 «Ранжир».
- Бойові дії в складі батареї з командним пунктом і РЛС раннього попередження (власна РЛС раннього попередження високомобільна 1РЛ123[9]): командний пункт отримує повітряну обстановку від РЛС раннього попередження та відсилає цілевказівки на установки Панцир-С1 для подальшого виконання завдання.
- Може працювати в автоматичному режимі як в окремої бойової одиниці, так і в складі підрозділу з декількох бойових машин.[10]

### Система виявлення, супроводу та управління вогнем

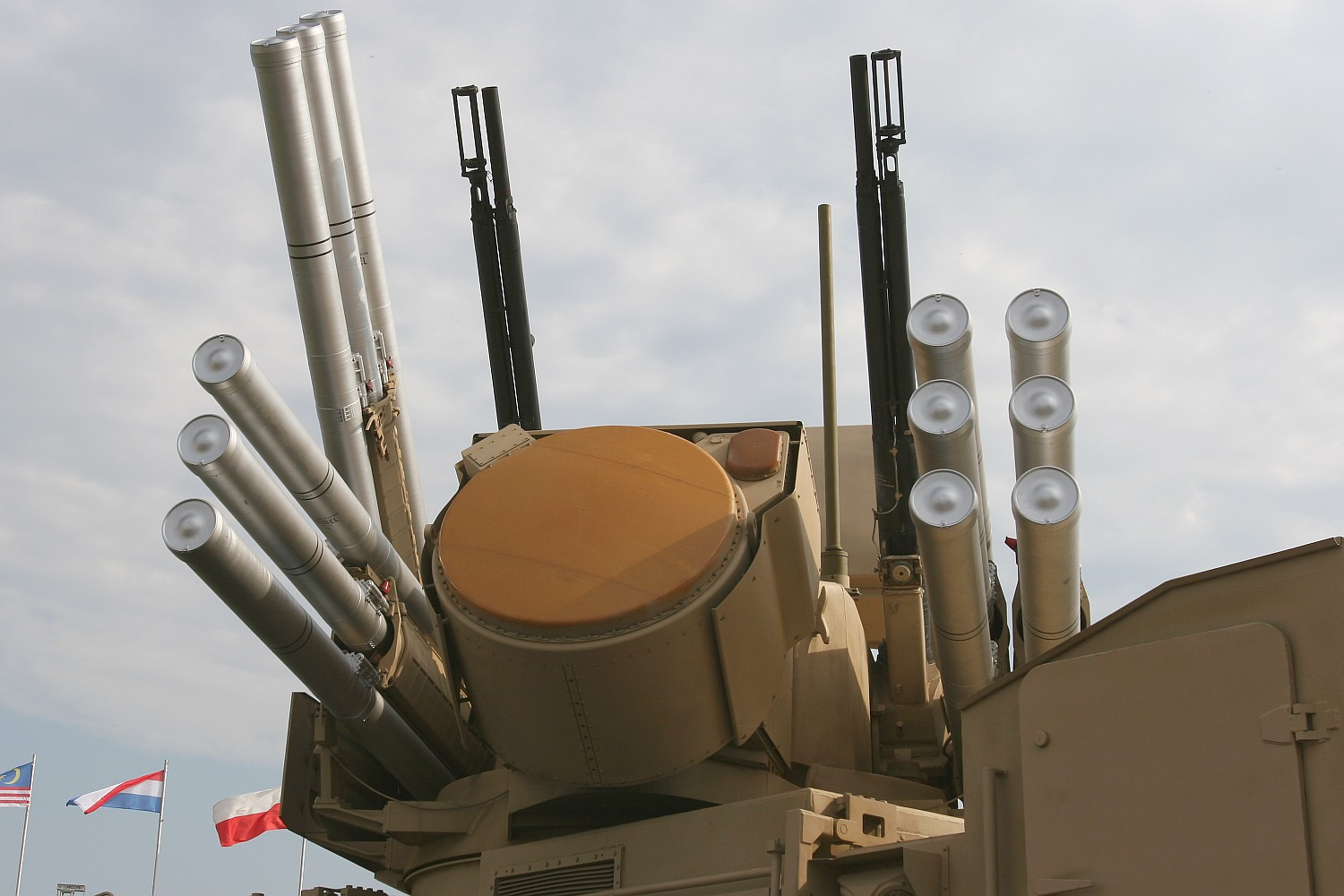
Панцирь-С1 (в центрі радар супроводу цілей) — дві двохствольні зенітні гармати і 12 ракет земля — повітря, готових до запуску

Система управління вогнем комплексу Панцирь-С1 включає РЛС (на основі ФАР) виявлення і дві РЛС супроводу (цей радар супроводжує як цілі, так і ракети земля-повітря, що запускаються комплексом). Для цілей з ефективною площею розсіювання 2 м² дальність виявлення дорівнює 32-36 км.
Крім радара, система управління вогнем також містить оптично-електронний комплекс з довгохвильовим термічним приймачем (інфрачервоний пеленгатор), а також здійснює цифрову обробку сигналів та автоматичний супровід цілі. Існує спрощена та здешевлена версія Панцирь-С1 для експорту, яка містить лише оптично-електронну систему управління вогнем.
Два незалежних пристрої наведення — радар та оптично-електронна система дозволяють здійснювати захоплення чотирьох цілей одночасно. Кількість одночасно обстрілюваних цілей в ± 45 ° — чотири. Максимальна швидкість захоплення дорівнює 10 цілей за хвилину.

### Ракета
Офіційні дані розробника: ракета високоманеврена, з малим часом розгінної ділянки, незначним зниженням швидкості завдяки бикаліберній схемі (розгінний блок відстрілюється, і калібр ракети різко зменшується, що знижує втрати на аеродинамічний опір), мініатюрна електроніка, підривач контактний і неконтактний.
Ракета 57Э6Е, експортна 57Э6-Е (обидві: висота 15 км, дальність 20 км, до 2006 року — до 18 км за дальністю) і 9М335 (висота 8 км, дальність 12 км). З 2010 року прийнято на озброєння варіант із 57Е6Е (висота ураження 10 км була до цього року, однак немає точних даних, у якому році). Мінімальна висота цілі для ракети — 15 м, радіус спрацьовування неконтактного підривача — 7–9 м. Для попереднього варіанта забезпечувалося ураження цілі типу літака тактичної авіації, включаючи малопомітні, що рухаються зі швидкістю 500 м/с та йдуть на висоті 10 км.
Ракета зберігається без перевірок — 15 років.
Ракета забезпечує ураження цілей з ефективною площею розсіювання (ЕПР) 0,1—0,3 кв. метра на дальності 20 км та ефективне ураження всіх типів перспективних засобів повітряного нападу, насамперед високоточної зброї зі швидкістю польоту до 1000 м/с і мінімальною ефективною відбиваючою поверхнею (ЕОП) 0,03—0,06 м², з імовірністю не менше 0,7 однією ракетою.
За планами до 2017 року російське ОПК мало завершити розробку «Панцир-СМ» з можливістю ефективного ураження балістичних цілей.
З урахуванням досвіду ураження «Панцирів» у локальних конфліктах, ракетне озброєння доповнене транспортно-пусковим контейнером (встановлюється на місце штатного) з 4 ракетами малого радіуса дії («мініатюрними», БП ТКБ-1055 з дальністю ураження до 7 км) для боротьби з малогабаритними дронами-камікадзе, зокрема малошвидкісними та баражуючими. Це також дозволяє, за необхідності, при заміні всіх контейнерів у разі загрози масованого застосування таких БПЛА, збільшити боєкомплект однієї пускової установки до 48 таких ракет. Ракети не оснащені головками самонаведення.

## Шасі
| Індекс шасі           | КамАЗ-6560  | ГМ352М1Е                                     | БАЗ-6309 «Вощина-1» | MAN SX45    | МЗКТ-7930 (проєкт) | ДТ-30ПМ                                      | КамАЗ-53958 |
| --------------------- | ----------- | -------------------------------------------- | ------------------- | ----------- | ------------------ | -------------------------------------------- | ----------- |
| Зовнішній вид         |             |                                              |                     |             |                    |                                              |             |
| Колісна формула       | 8×8         | гусеничний                                   | 8×8                 | 8×8         | 8×8                | гусеничний                                   | 8×8         |
| Максимальна швидкість | 90 км/год   | 70 км/год                                    | 70 км/год           | 90 км/год   |                    | 45 км/год                                    | 90 км/год   |
| Бронювання            | протикульне | захист від снарядів малокаліберної артилерії | протикульне         | протикульне | протикульне        | захист від снарядів малокаліберної артилерії | протикульне |
| Запас ходу            | 500 км      | 600 км                                       |                     |             |                    |                                              | 1200 км     |

## Вартість
За даними відомих контрактів, ціна одного ЗРГК Панцирь-С1 при експортних поставках становить від 13,15 до 14,67 мільйонів доларів США.

## Варіанти та модифікації

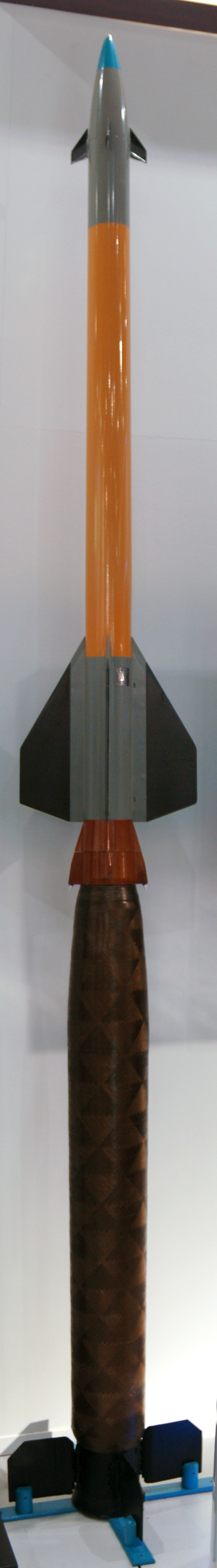
Ракета ЗРГК Панцирь-С1

- Панцирь-С1-О — 2005. Озброєння 2×2 30-мм 2А72, 2×4 57Е6Е. З оптичною системою управління озброєнням (з одноцільовим каналом).
- Панцирь-С1 — 2005. Озброєння 2×2 30-мм 2А38М, 2×4 57Е6Е. Модернізований з дводіапазонною РЛС супроводу 1РС2-Е «Шолом».
- Панцирь-С1 — 2006. Озброєння 2×2 30-мм 2А38М, 2×6 57Е6Е. З РЛС супроводу з 4-цільовим каналом, зона захоплення цілі по дальності — 0,2-20 км, по висоті — 0-15 км.
- Панцирь-С1Е (рос. С1Э) — модифікація для експортного призначення, виконана на шасі MAN SX45. З використанням обладнання іноземного виробництва.
- Панцирь-С2 — подальша модернізація комплексу.
- Панцирь-СА — арктична модифікація. ЗРГК, виконаний на базі дволанкового гусеничного транспортера ДТ-30ПМ. Має арктичний камуфляж[18].
- Панцирь-М — морський варіант ЗРГК «Панцир-С»[19].
- Панцирь-СМ — подальша модернізація. Найбільша відстань виявлення та ідентифікації цілей — 75 км, ураження — 40 км[20].

### Панцирь-М
Очікується, що модернізований важкий атомний ракетний крейсер Адмірал Нахімов проекту 11442М матиме шість комплексів Панцирь-М.
Очікується, що Панцирь-М матиме чотирибічний статичний радар та використовуватиме ті самі ракети, що і суходольні Панцирь-С1/Панцирь-СМ та ракети Гермес-К проти малогабаритних наземних/наводних цілей.
В майбутньому, Панцирь-М має замінити зенітний ракетно-артилерійський комплекс «Кортик» («Каштан» в експортній модифікації).

### Панцирь-СМ
Очікувалося, що в 2018 році розпочнеться виробництво нової версії «Панциря». Станом на 2016 рік проект комплексу був готовий і розпочалась підготовка до виготовлення прототипів. Новий радар на основі активної фазованої антенної решітки істотно збільшить відстань виявлення та ідентифікації цілей з 40 км до 75 км. Як і Панцирь-С2, Панцирь-СМ матиме двонаправлений поворотний радар.
Максимальна відстань ураження цілі очікується до 40 км, вдвічі більше за 20 км у попередніх версій. Це може означати, що в комплексі будуть використані більші ракети.
Стандартна модифікація буде встановлена на колісне шасі КамАЗ 8×8, також буде створена модифікація на гусеничному шасі.
При цьому як колісне шасі може бути використана модифікація 8×8 КамАЗ-53958 «Торнадо» (також відоме як КамАЗ-6560М) з броньованою кабіною.

## Бойове застосування

### Російсько-українська війна

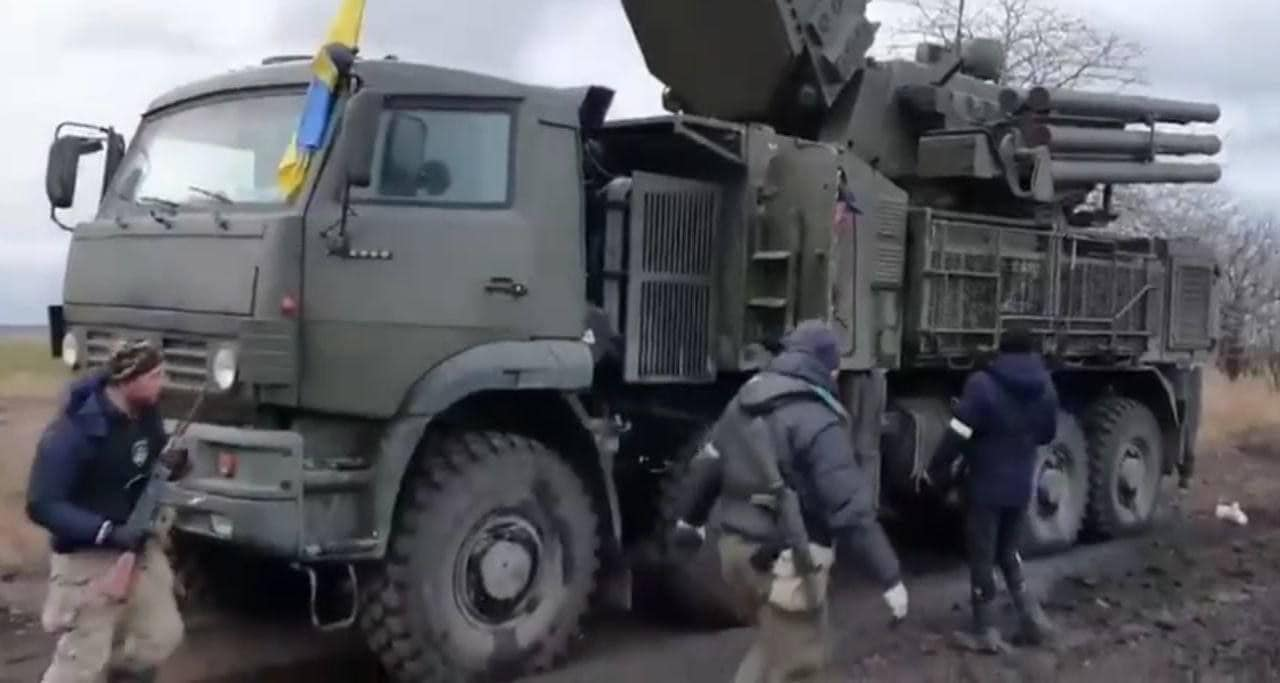
Російський ЗРГК «Панцирь-С1», захоплений українськими військовими та місцевими мешканцями, початок березня 2022 року

Перші ознаки появи системи Панцирь-С1 на Донбасі з'явилися у період липня-серпня 2014 року, коли система була вперше виявлена на знімках Google Earth. Значна кількість фото- та відеофіксації цих систем припала на період осені-зими 2014—2015 років.
У серпні 2014 року залишки об'єкту 95Я6 — двигуна, першого ступеню ракет цієї системи, фіксувалися біля смт Тепле Луганської області, неподалік Луганського аеропорту. Залишки двигуна ще неодноразово фіксувалися в інших місцях — восени 2014 року неподалік смт Старобешеве, в районі боїв за Іловайськ, ще один — в листопаді 2014 року, 4 лютого 2015 — в районі м. Зоринськ.
Український військовий льотчик капітан Владислав Волошин вважав, що його Су-25 був збитий ракетою ЗРК «Панцирь-С1», коли він повертався після виконання бойового завдання поблизу Іловайська.
Орієнтовно в листопаді 2014 чи взимку система була виявлена на фото в районі смт Стіжківське Донецької області (на південь від окупованого м. Дебальцеве), ця система в листопаді 2014 року фіксувалася у Ростовській області.
24 січня 2015 система фіксувалася на фото у м. Шахтарськ.
28 січня 2015 одна система була виявлена неподалік м. Макіївка, біля недобудованого торгівельного центру.
8 лютого 2015 одна система була знята на відео у м. Луганськ, «Панцир» їхав вулицею Оборонна.
Не пізніше 20 лютого 2015 комплекс був зафільмований під Харцизьком, біля в'їзду зі сторони Макіївки.
Система була також зафіксована на зимових фото 2015 року місцевого бойовика Артема Маслова.
19 лютого 2015 Міністерство закордонних справ Великої Британії опублікувало фотографії ЗРГК «Панцир-С1», зроблені на сході України — у Шахтарську і Донецьку 24 січня, 4 та 5 лютого 2015 року.

#### Повномасштабне російське вторгнення
У березні 2022 після вторгнення російських військ, один зенітний комплекс спалено в місті Баштанка Миколаївській області та три захоплено і вивчено українськими спеціалістами.
Кілька одиниць було знищено на острові Зміїний під час деокупації.
2 червня 2022 року ОК «Північ» оприлюднило відео з БПЛА знищення комплексу «Панцирь-С1» українськими артилеристами. При чому на відео помітно, що комплекс знищено спеціалізованим боєприпасом, що атакує згори — імовірно BONUS, SMArt 155, M898, або аналогічний протитанковий з самонавідними бойовими елементами.
11 липня 2022 року Міністерство оборони України повідомило, що один із захоплених «Панцирь-С1» уже заступив на бойове чергування та навіть збив одну ворожу ціль.
Згідно з повідомленнями українських військових, протягом 26 вересня 2022 року було знищено одразу три російські зенітні гарматно-ракетні комплекси «Панцирь-С1».
В другій половині жовтня 2022 року Сили Оборони України знищили російський «Панцирь-С1» на території Каховської ГЕС, який, імовірно, прикривав важливу переправу через Дніпро від ударів ракетами з реактивних систем M142/M270.
На початку червня 2023 російські військові повідомили про ушкодження одного комплексу малим БПЛА (FPV-дроном). При цьому, «Панцир» намагався збити дрон вогнем з гармат.
10 червня 2024 року за допомогою реактивної системним М142 HIMARS було знищено «Панцирь-С1» на території Луганської області. Комплекс належав підрозділу 1-ї армії протиповітряної та протиракетної оборони особливого призначення. Механік-водій та оператор загинули.
Станом на 13 липня 2025 року редактори Oryx Blog знайшли фото чи відео підтвердження безповоротної втрати Росією 29 комплексів «Панцирь-С1» (знищених або захоплених українськими військовими), 27 знищених та 2 захоплених.

### Війна в Ємені
Системи Панцирь-С1 на шасі MAN SX 45 8×8 збройних сил Об'єднаних Арабських Еміратів були помічені на півдні Ємену, неподалік населеного пункту Маріб влітку 2015 року.

### Громадянська війна в Сирії

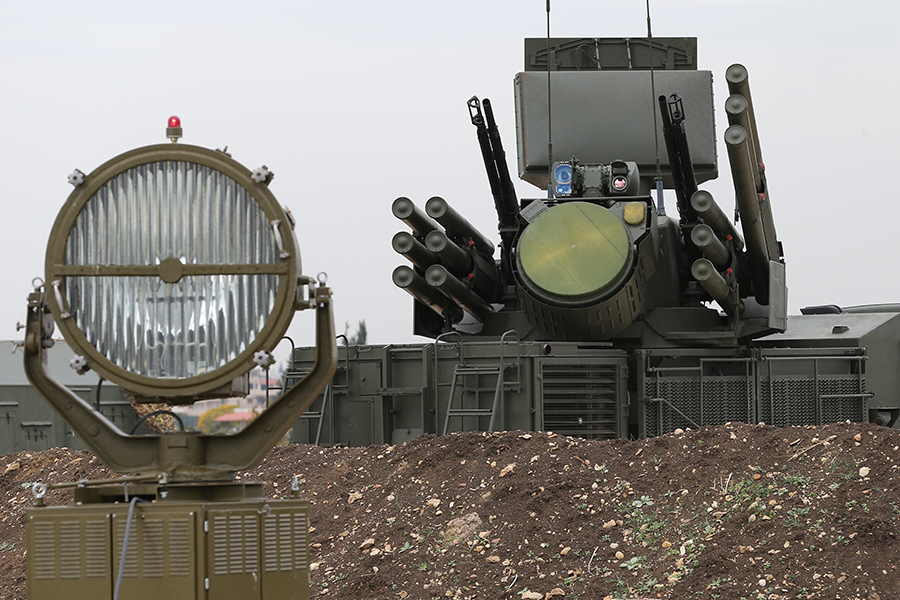
ЗРГК «Панцир» на авіабазі «Хмеймім», грудень 2015 року

ЗРГК «Панцир-С1» вже перебували на озброєнні Сирійської арабської армії перед початком громадянської війни: іще в 2006 році був укладений контракт на постачання до 50 одиниць. Перші машини стали надходити вже у 2007 році, проте точна кількість невідома.
За суперечливими (але офіційно не підтвердженими) даними сирійський «Панцир-С1» 22 червня 2012 року збив турецький розвідувальний літак RF-4E, який здійснював політ вздовж узбережжя Латакії.
Дві або три системи Панцирь-С1 ЗС Росії були розгорнуті восени 2015 року для прикриття російської авіабази «Хмеймім» в аеропорті Басіля аль-Ассада поблизу Латакії. Крім того, захист бази забезпечували комплекси «Тор-М2» і «Бук-М2» та комплекси РЕБ «Красуха-4».
Одна із розгорнутих поблизу військової бази «Хмеймім» систем Панцир була в новій модифікації «Панцир-С2».
За даними російських чиновників у період за березень-липень 2017 року розгорнуті в Сирії «Панцирі» знищили 12 літальних об'єктів, зокрема БПЛА Heron, Bayraktar, RQ-21A, різні боєприпаси та аеростат. А на початку жовтня 2017 року ними навіть був знищений реактивний снаряд системи БМ-21 «Град».
14 квітня 2018 року у відповідь на черговий випадок застосування режимом Ассада хімічної зброї проти цивільного населення коаліція США, Великої Британії та Франції здійснила удар 103 ракетами по 8 об'єктах у Сирії. Російські військові заявили, що 25 випущених із «Панцирів» ракет знищили 23 ракети супротивника. Проте, міністерство оборони США заявило, що жодна з випущених союзниками ракет перехоплена не була.
3 травня 2018 року, неподалік від нафтопереробного заводу в місті Баніяс стався інцидент з російською військовою колоною. У результаті інциденту, як повідомляють сирійські джерела, перекинувся в кювет та отримав помітні пошкодження російський самохідний зенітний ракетно-гарматний комплекс Панцир-С1.
9 травня 2018 року з території Сирії військовими з підрозділу вартових Ісламської революції були обстріляні ізраїльські об'єкти на окупованій частині Голанських висот. Уже вночі 10 травня Ізраїльські військові завдали ударів у відповідь із використанням ракет «земля-земля» та «повітря-поверхня». Сирійські підрозділи протиповітряної оборони намагались збити ізраїльські літаки, але марно. На додачу ізраїльські військові здійснили удари і по сирійських зенітних системах (С-200, С-75, «Панцир» та «Бук»). На підтвердження оприлюднено відео знищення ЗРГК «Панцир», що перебував на злітній смузі авіабази Меззе (33°28′40″ пн. ш. 36°13′24″ сх. д. / 33.47778° пн. ш. 36.22333° сх. д.; неподалік Дамаска, за 3,5 км від палацу Башара Ассада). Імовірно він був знищений крилатою ракетою-бомбою Delilah (також була названа Spike NLOS як можливий варіант, або ж одноразовий БПЛА).
21 січня 2019 року Сили оборони Ізраїлю завдали ракетно-бомбового удару по об'єктах на території (та поблизу) аеропорту Дамаска. Під час удару були атаковані у тому числі й декілька позицій систем протиповітряної оборони «Панцир-С1». Винищувачі F-16 ВПС Ізраїлю завдали удару у відповідь на ракетний обстріл Ізраїлю з території Сирії попереднього дня, 20 січня, який був перехоплений ізраїльською системою ПРО «Залізний купол».
Сирійська ППО намагалася чинити опір та була атакована ізраїльськими винищувачами. Через кілька годин після удару Ізраїль оприлюднив відео, яке показує знищення кількох зенітних ракетно-гарматних комплексів (ЗРГК) 96К6 «Панцир-С1».
У березні 2020 президент Туреччини Реджеп Таїп Ердоган заявив про знищення турецькими військовими БПЛА вісьмох російських «Панцирів» у районі Ідліба.

### Друга громадянська війна у Лівії
Експортний варіант ЗРГК «Панцирь-1СЭ» брав участь в другій громадянській війні в Лівії (2014—2020 роки). Ці машини були передані ОАЕ та служили бійцям «Лівійської національної армії». Відмінна зовнішня риса цієї модифікації — використання шасі MAN-SX45 замість КаМАЗ.
Станом на 17 травня 2020 року підтверджено знищення двох таких установок урядовими військами Лівії, а 18 травня одна дещо пошкоджена машина взагалі була захоплена. Це сталось коли війська уряду національної згоди (УНЗ) Лівії за підтримки турецької армії захопили велику військову авіаційну базу Аль-Ватія на північному заході Лівії. Одним з цінних захоплених трофеїв виявився ЗРГК «Панцир-С1» на шасі MAN SX-45, який, поспішаючи при відступі, кинула Лівійська національна армія фельдмаршала Халіфа Хафтара, якого підтримує Москва. При чому вдалось знайти навіть документацію та інструкції з експлуатації машини. Всього ж на авіабазі та її околицях виявили три комплекси «Панцирь», але інші два були в набагато гіршому стані.
Всього ж протягом 19-20 травня 2020 року в Лівії знищено до шести одиниць «Панцирь-С1» різних модифікацій (як на шасі MAN, так і на шасі КамАЗ-6560).
Вже наступного дня, 21 травня 2020 року, спікер операції «Гнів вулкана» Мухаммед Кануну опублікував інфографіку та повідомлення про знищення військами уряду національної згоди Лівії при підтримці турецької армії 9 російських ЗРГК «Панцир-С1». Такого результату вдалося досягти за останні 72 години. Того ж дня турецький ресурс Clash Report повідомив, що в Лівії загалом знищено 15 таких систем.
Відомо, що нібито ці ЗРГК застосовувалися для збиття турецьких розвідувально-ударних БПЛА Bayraktar TB2, але жодного підтвердженого випадку збиття турецьких БПЛА немає.
Наприкінці січня 2021 року британське видання The Times повідомило, що американським військовикам удалося взяти під свій контроль захоплений бійцями проурядових сил комплекс «Панцир-С1». Частково ушкоджений комплекс був у червні 2020 року доправлений повітрям з аеропорту Зувара, що знаходиться західніше Триполі, до авіабази Рамштайн у Німеччини, а звідти — до США.

## Оператори

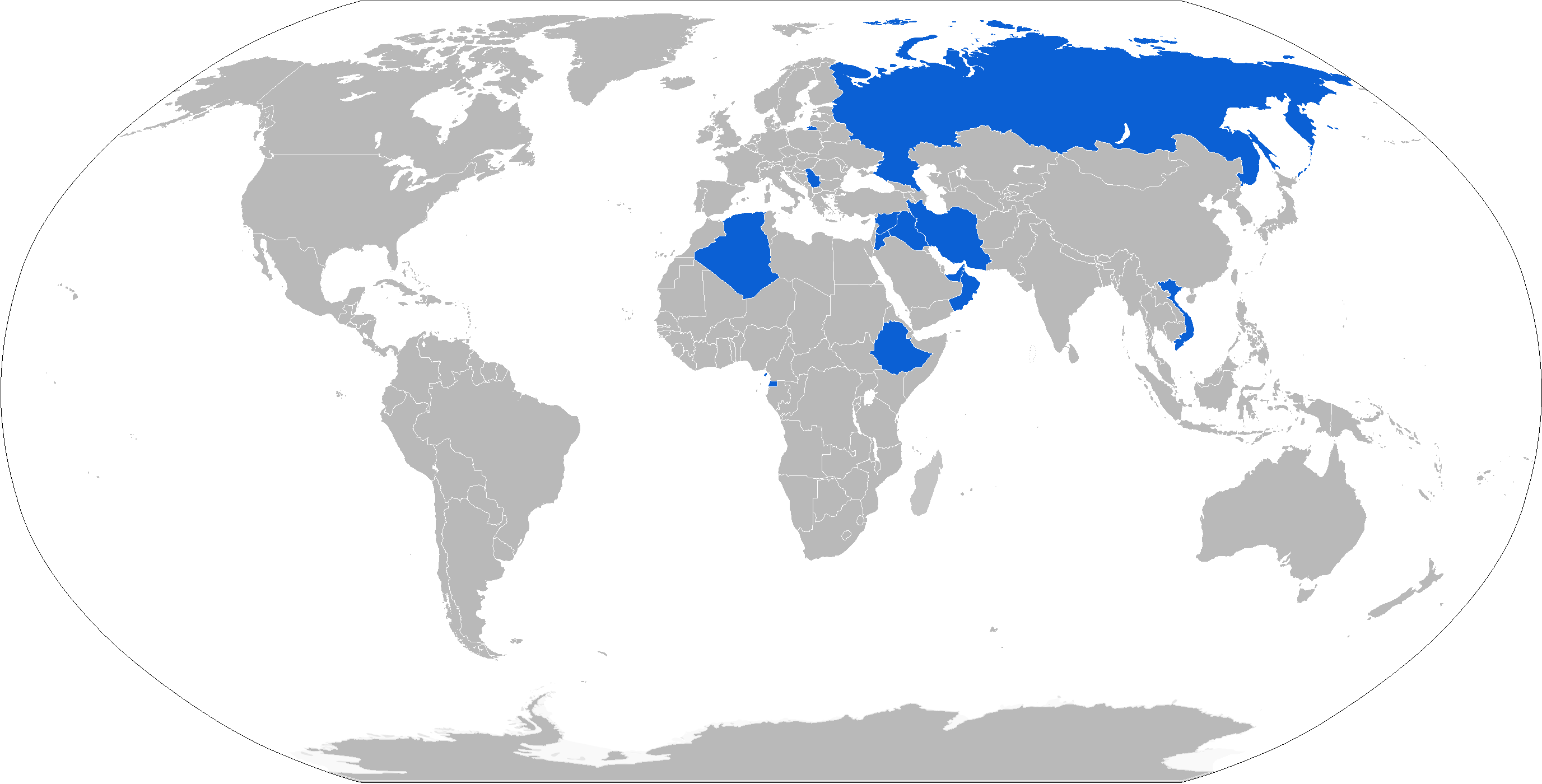
Країни-оператори ЗРК «Панцирь» всіх модифікацій

Відомо про портфель замовлень на Панцирь-С1 об'ємом $2,5 мільярда. Виходячи з вартості кожного ЗРГК, це означає загальне замовлення більш 175 одиниць.
- Алжир — 38 одиниць Панцирь-С1Е та СМ на озброєнні, станом на 2024 рік[73]. 24 комплекси Панцирь-С1Е і 400 ЗКР 9М331 поставлені в період з 2012 по 2013 роки, всього замовлено 38 комплексів Панцирь-С1Е і 750 одиниць 9М311 в 2006[74][75] (Сума контракту: більш $500 млн.)[16].
Проте в червні 2018 року на військових навчаннях «Sakhr-2018» був помічений ЗРГК схожий на модифікацію «Панцир-СМ»[21].
- Бразилія — в лютому 2013 підписано угоду про намір в майбутньому закупити кілька батарей «Панцирь-С1» (від 12 до 18 комплексів)[76].
- Іран — 10 комплексів Панцирь-С1Е, станом на 2012 рік[77].
- Ірак — 24 одиниці Панцирь-С1Е на озброєнні, станом на 2024 рік[78]. 1000 ЗКР 9М331 замовлені в Росії в 2013, сума контракту склала 2,3 млрд доларів[74].
- Ефіопія — 6 одиниць Панцирь-С2 на озброєнні, станом на 2024 рік[79].
- ОАЕ — 42 одиниці Панцирь-С1Е на озброєнні, станом на 2024 рік[80]. 1000 одиниць 9М311 поставлені з Росії в період з 2009 по 2013 роки (спочатку перші постачання планувалися на 2003 рік). Сума контракту склала 800 млн. $ (включаючи часткове фінансування розробки)[74].
- Оман — до 12 комплексів Панцирь-С1Е, станом на 2012 рік[81].
- Росія
  - ПКС РФ — 50 одиниць Панцирь-С1 на озброєнні, станом на 2024 рік[82].
  - ВМФ РФ — 30 одиниць Панцирь-С1 на озброєнні, станом на 2024 рік[83].
  - ППО СВ РФ —36 одиниць Панцирь-С1 на озброєнні, станом на 2024 рік[84].
- Сирія — 36 комплексів 96К6[85] та 700 одиниць 9М311 поставлено з Росії в період з 2008 по 2011 роки. Постачання здійснюється в рамках контракту 2006, який передбачає поставку до 50 комплексів 96К6 і до 700 ракет до них[74][86].
- Сербія — 6 одиниць Панцирь-С1 на озброєнні, станом на 2024 рік[87]. замовлено 24 комплекси Панцирь[джерело?]. Перша партія була передана в лютому 2020 року[88].
- Україна — 3 комплекси (трофейні, захоплені внаслідок  російського вторгнення в Україну)[29][89][90].

### Сербія
У лютому 2020 року Белград отримав перші російські зенітні ракетно-гарматні комплекси «Панцирь-С1», які доставили на військовий аеродром в Батайниці.
На початку грудня 2021 року міністр внутрішніх справ Сербії Александр Вулін у ході переговорів із міністром оборони РФ Сергієм Шойгу в Москві домовився про закупівлю додаткової партії цих комплексів.

## Втрати
- У липні 2020 російський комплекс «Панцирь-С1» був захоплений у Лівії та у результаті таємної операції вивезений на американську військову базу Рамштайн у Німеччині. Комплекс був придбаний у Росії Об'єднаними Арабськими Еміратами, а вони в свою чергу поставили його війську генерала Халіфа Хафтара, яке воює проти армії міжнародно визнаного лівійського Уряду Національної згоди (УНЗ). Комплекс захопили на авіабазі під Триполі під час контрнаступу військ УНЗ, які підтримує Туреччина.[92][93]
- Під час російського вторгнення в Україну російські ЗРГК «Панцирь-С1» були захоплені українськими військовими та місцевими мешканцями у Херсонській області.[94], на території Миколаївської області[95][96].
- 1 ЗРГК «Панцирь-С1» був захоплений Силами спеціальних операцій України 10 березня 2022 року.[97]
- 27 червня 2022 ЗСУ завдали низку авіаударів по території острова Зміїний та знищили комплекс «Панцирь-С1», що знаходився на острові.[98]
- Загалом станом на 1 липня 2023 року російські війська втратили в Україні 18 одиниць «Панцирь-С1»[99]

## Зображення
Гусеничний ЗРГК «Панцирь-С1» на міжнародному форумі «Технології в машинобудуванні» 2012 року:

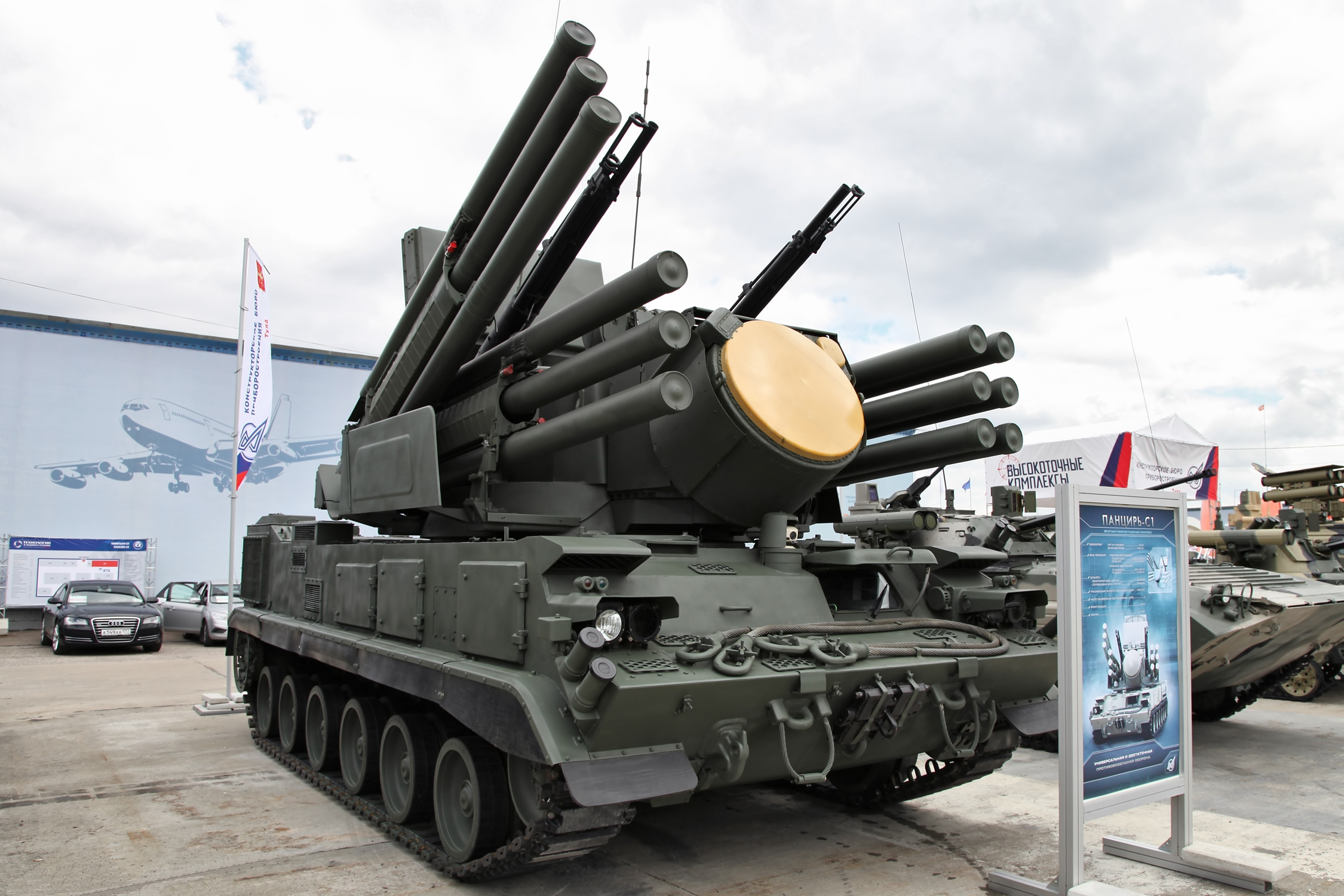
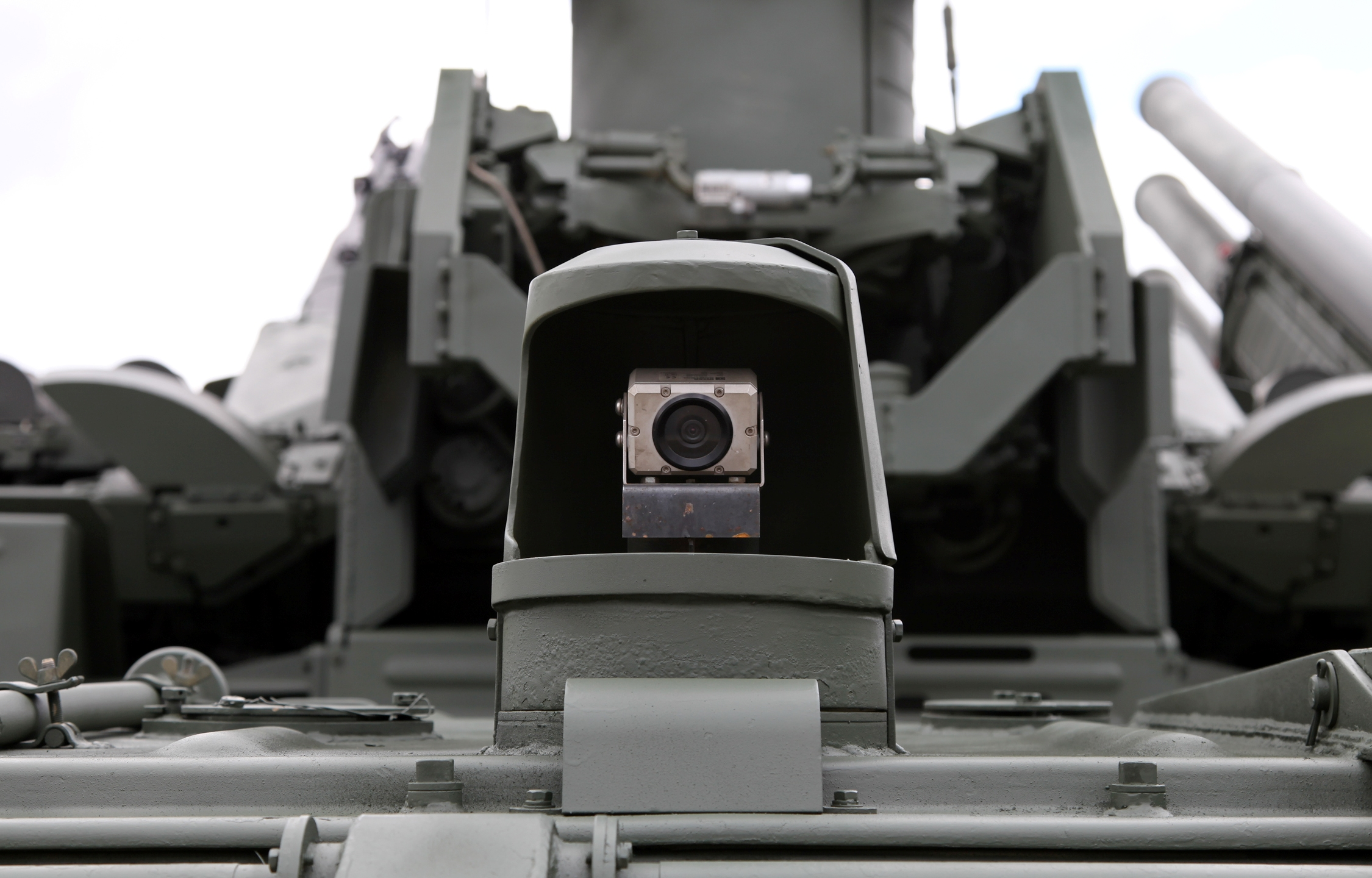
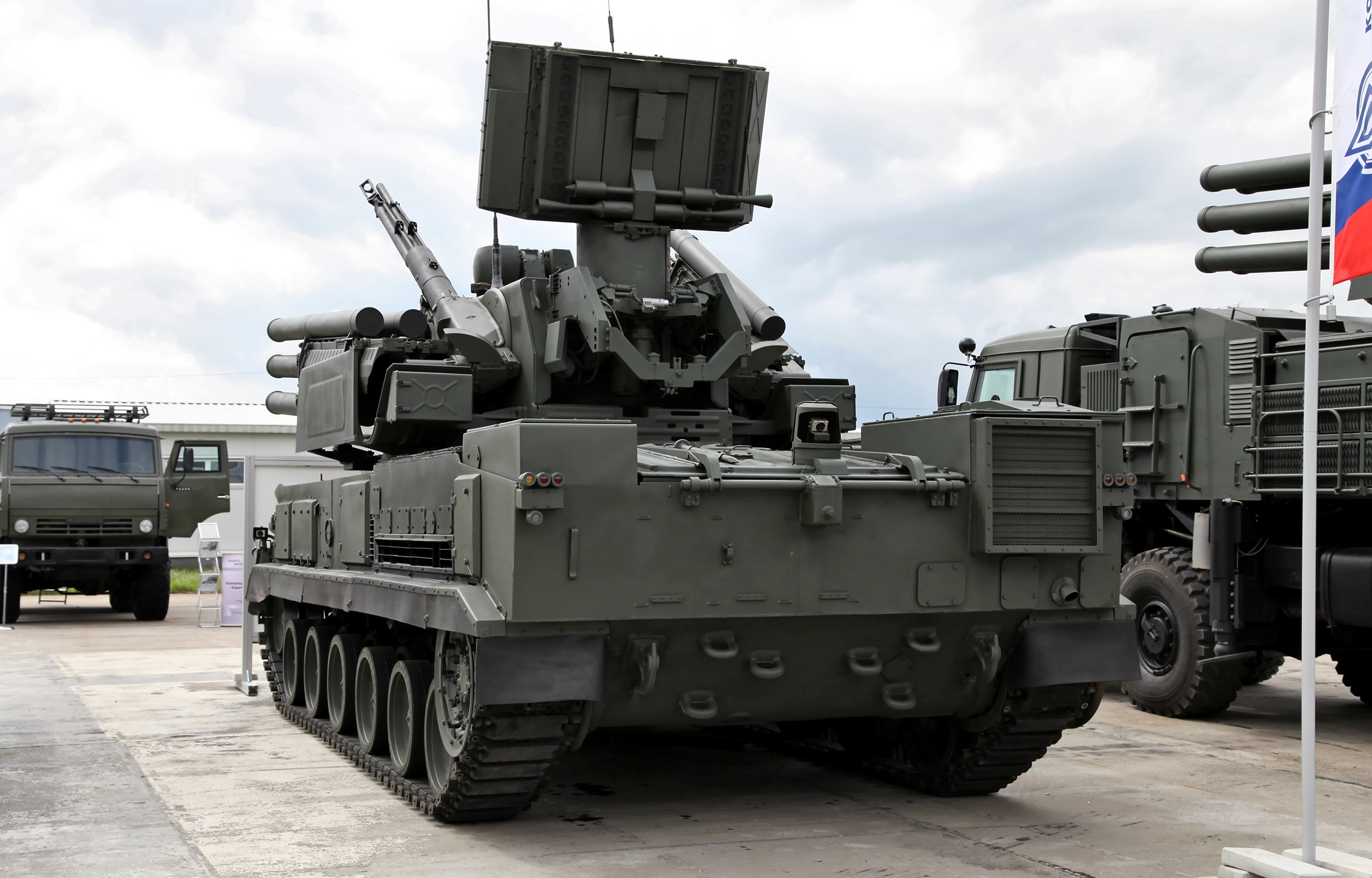
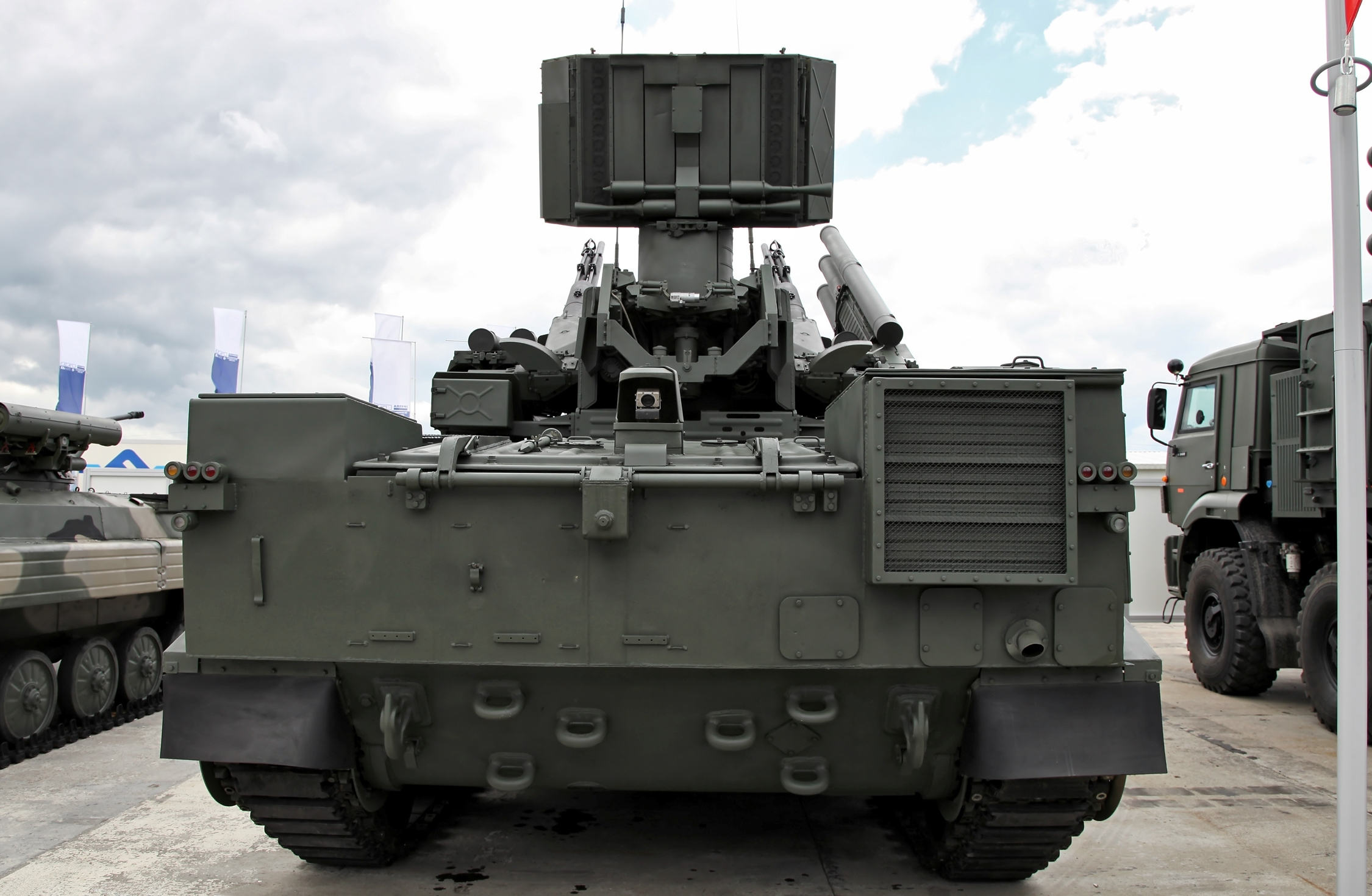
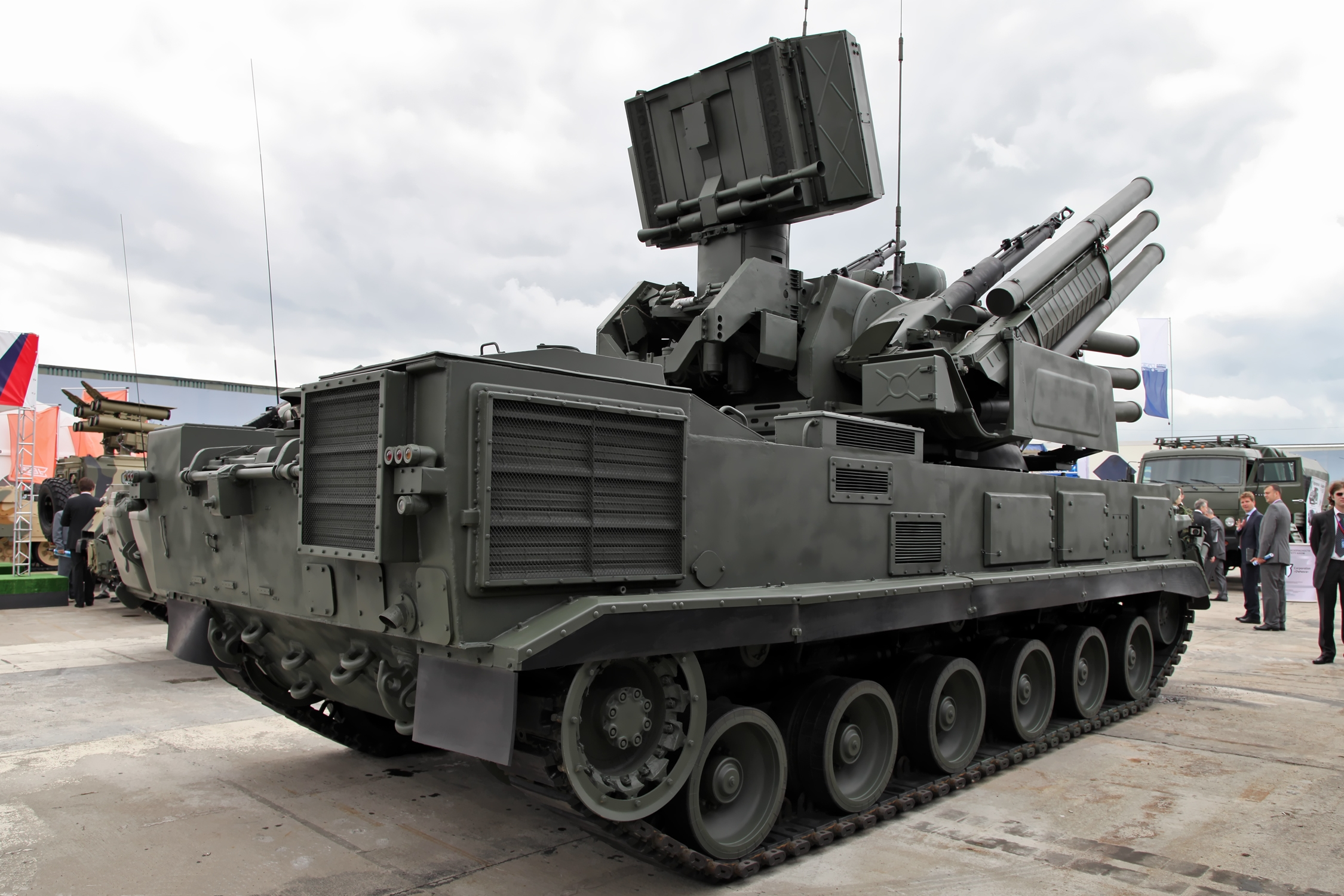
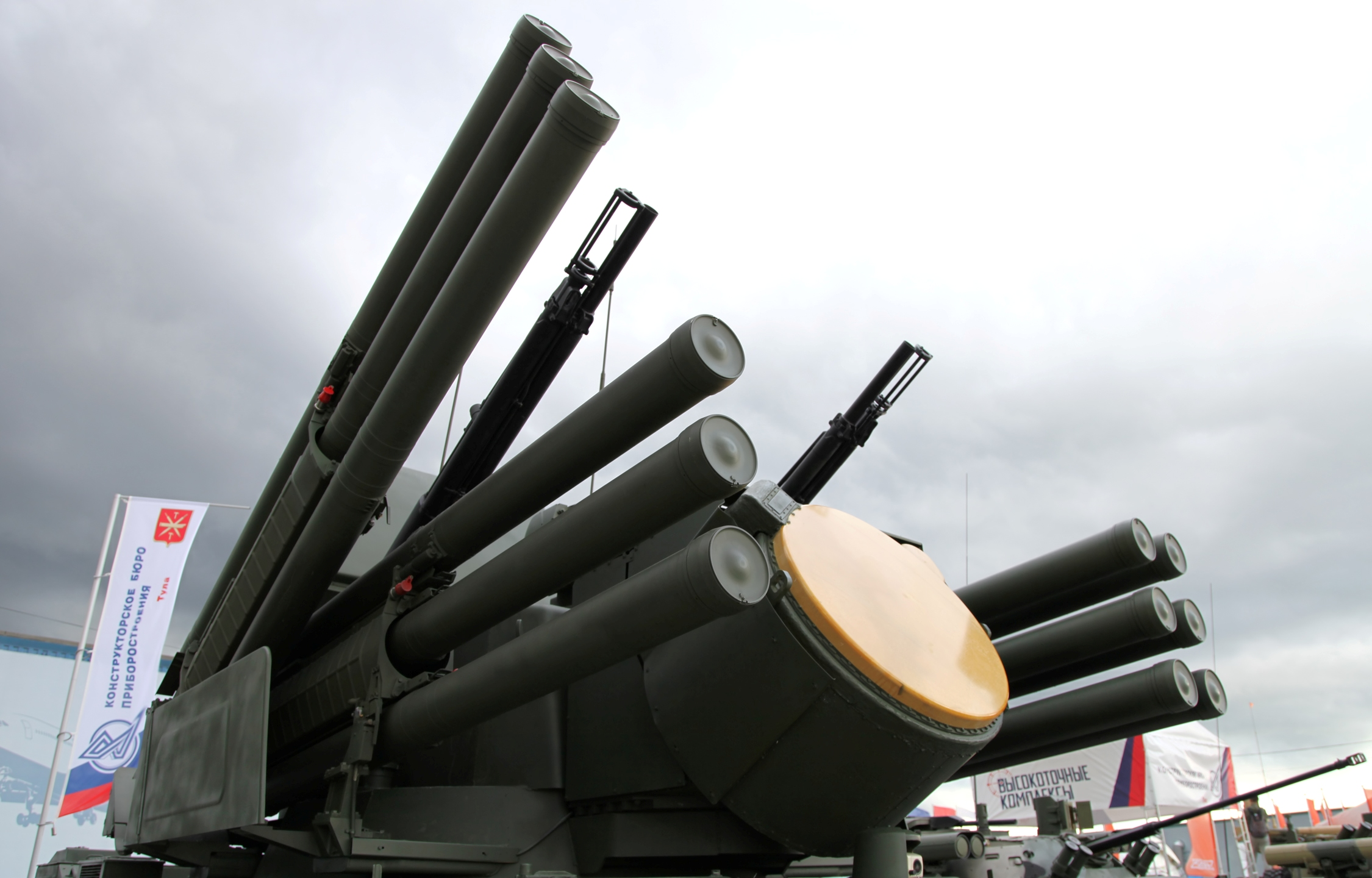
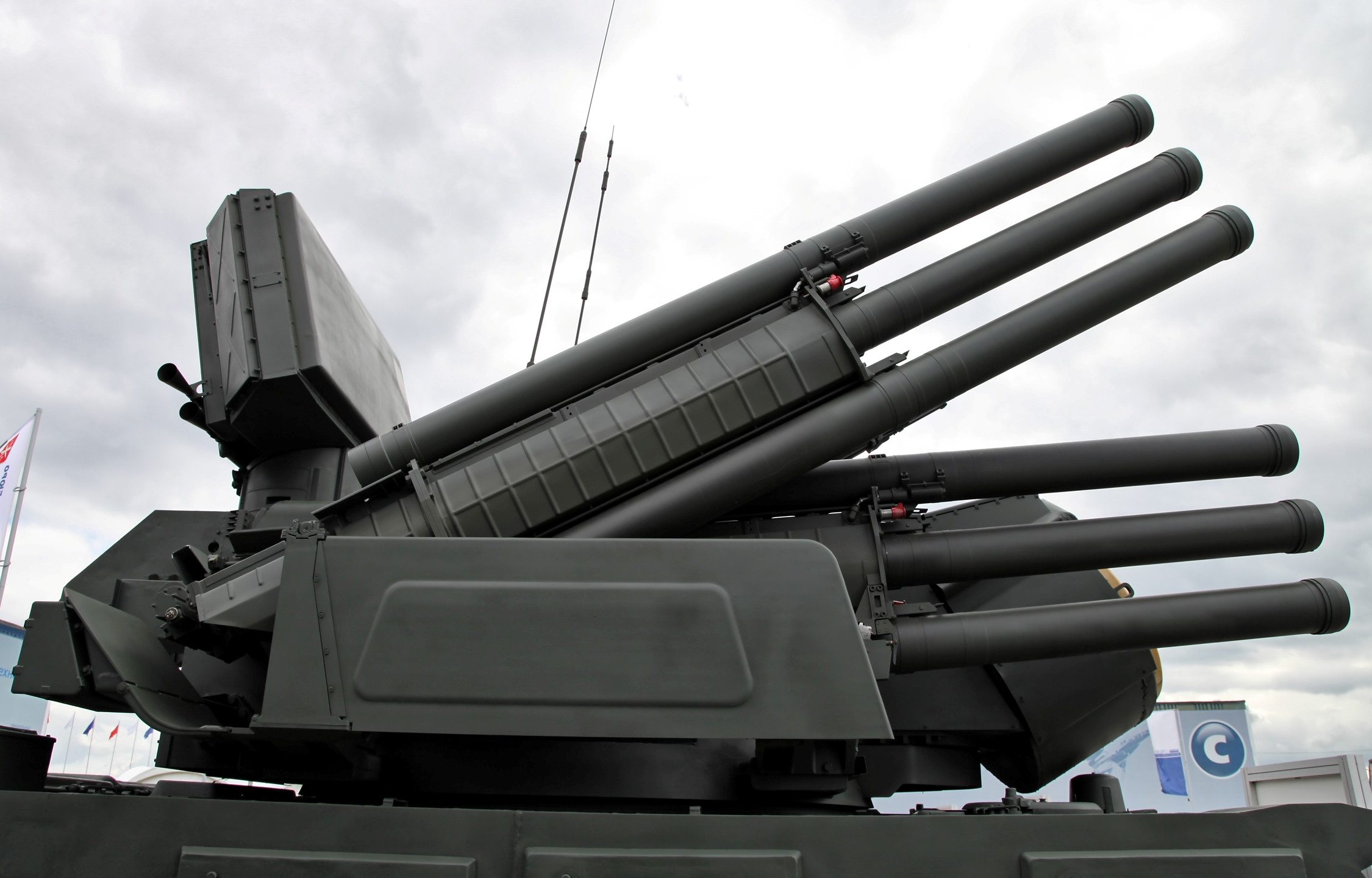
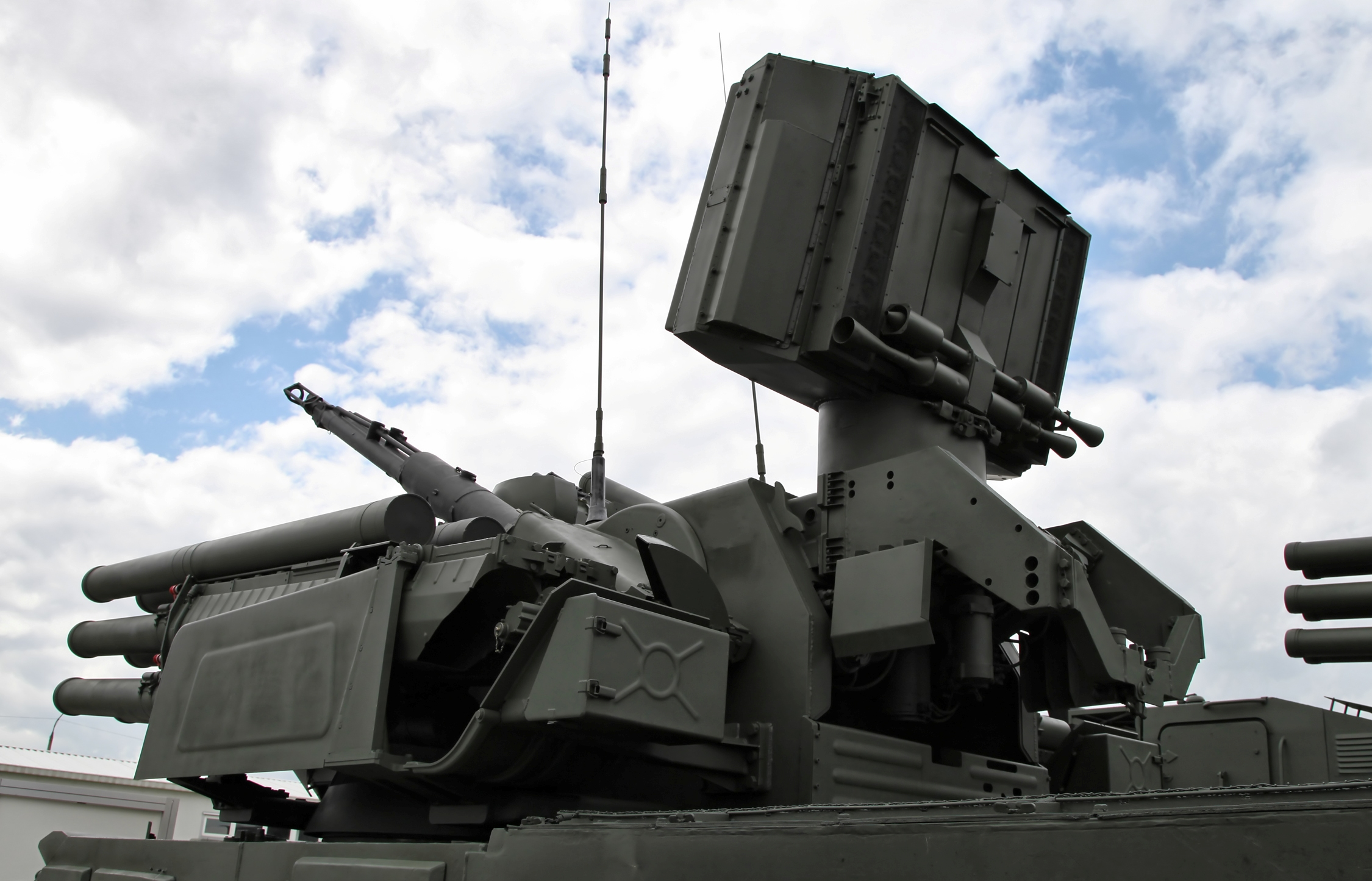
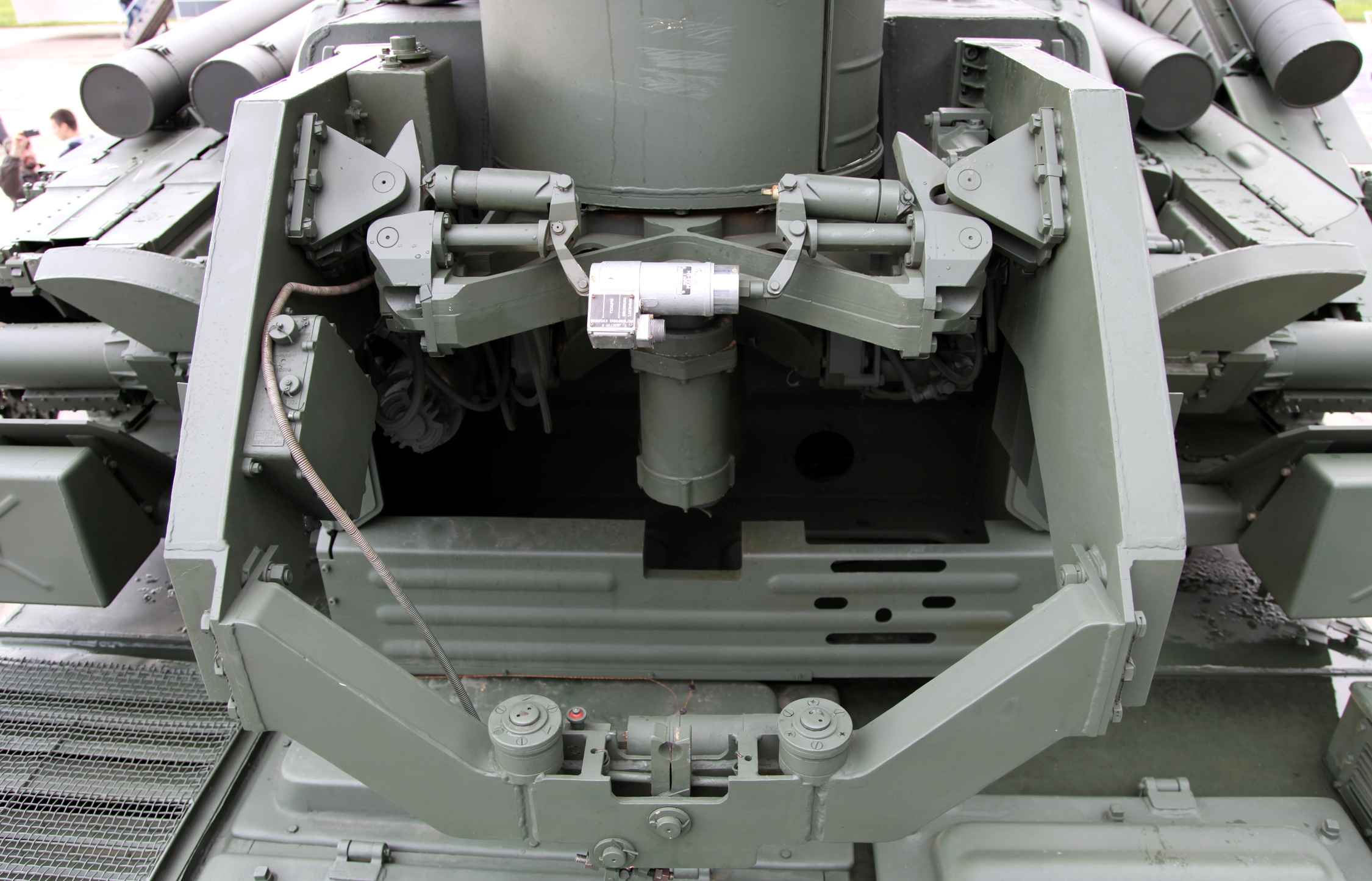

Радіолокаційна станція виявлення 1РЛ-123Е для ЗРГК Панцир-С1 на дні Інновацій МО РФ.

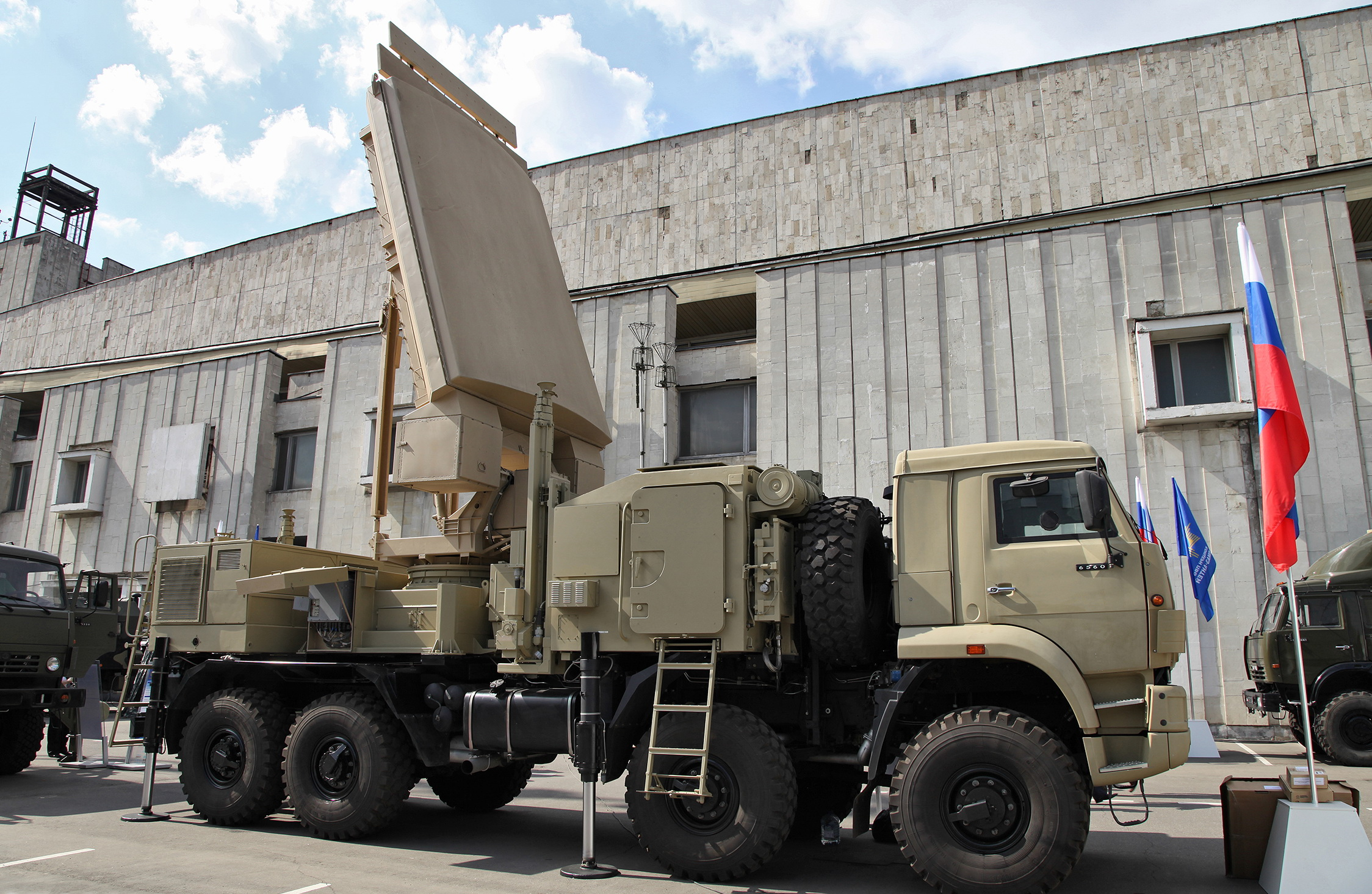
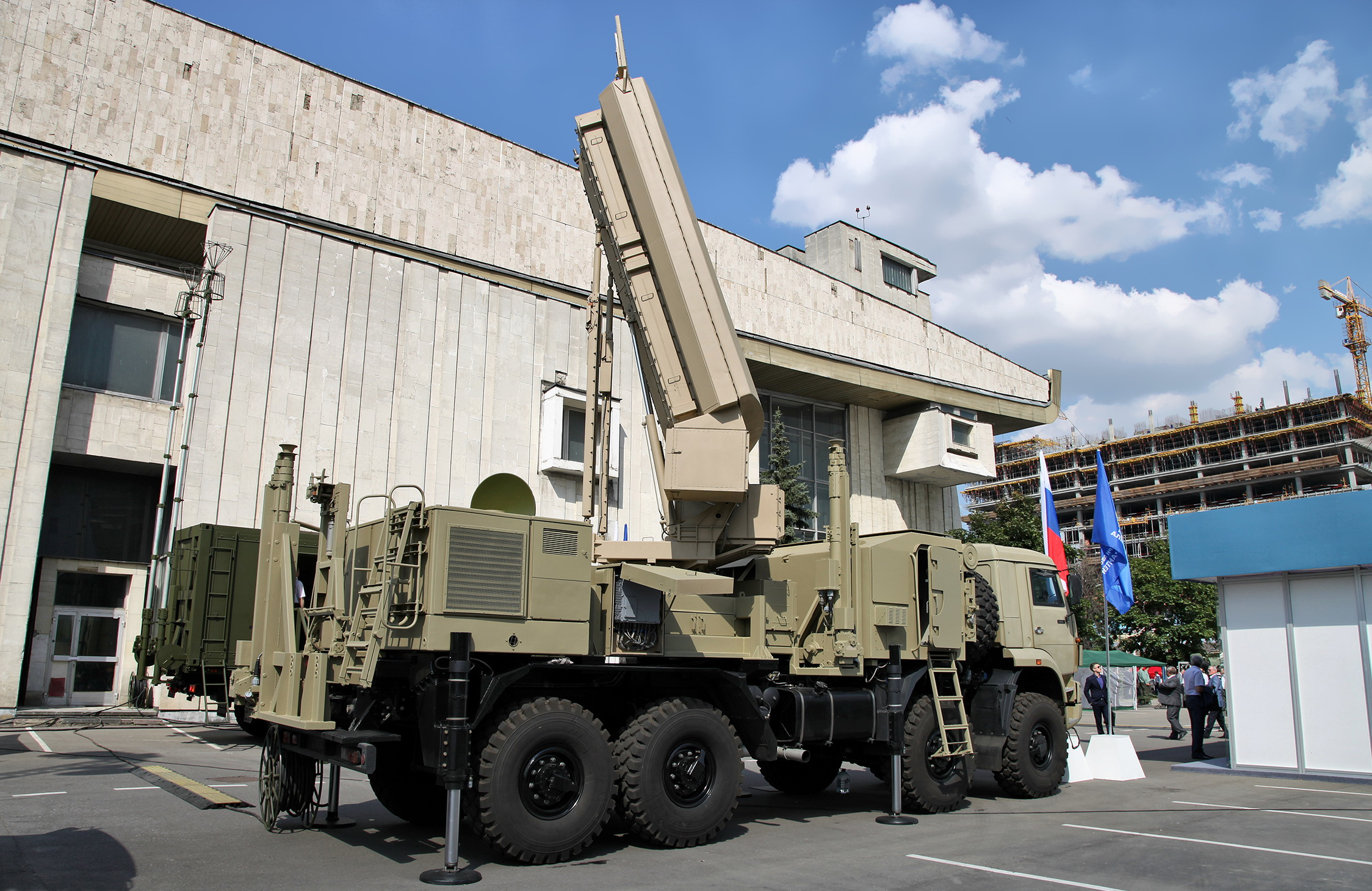
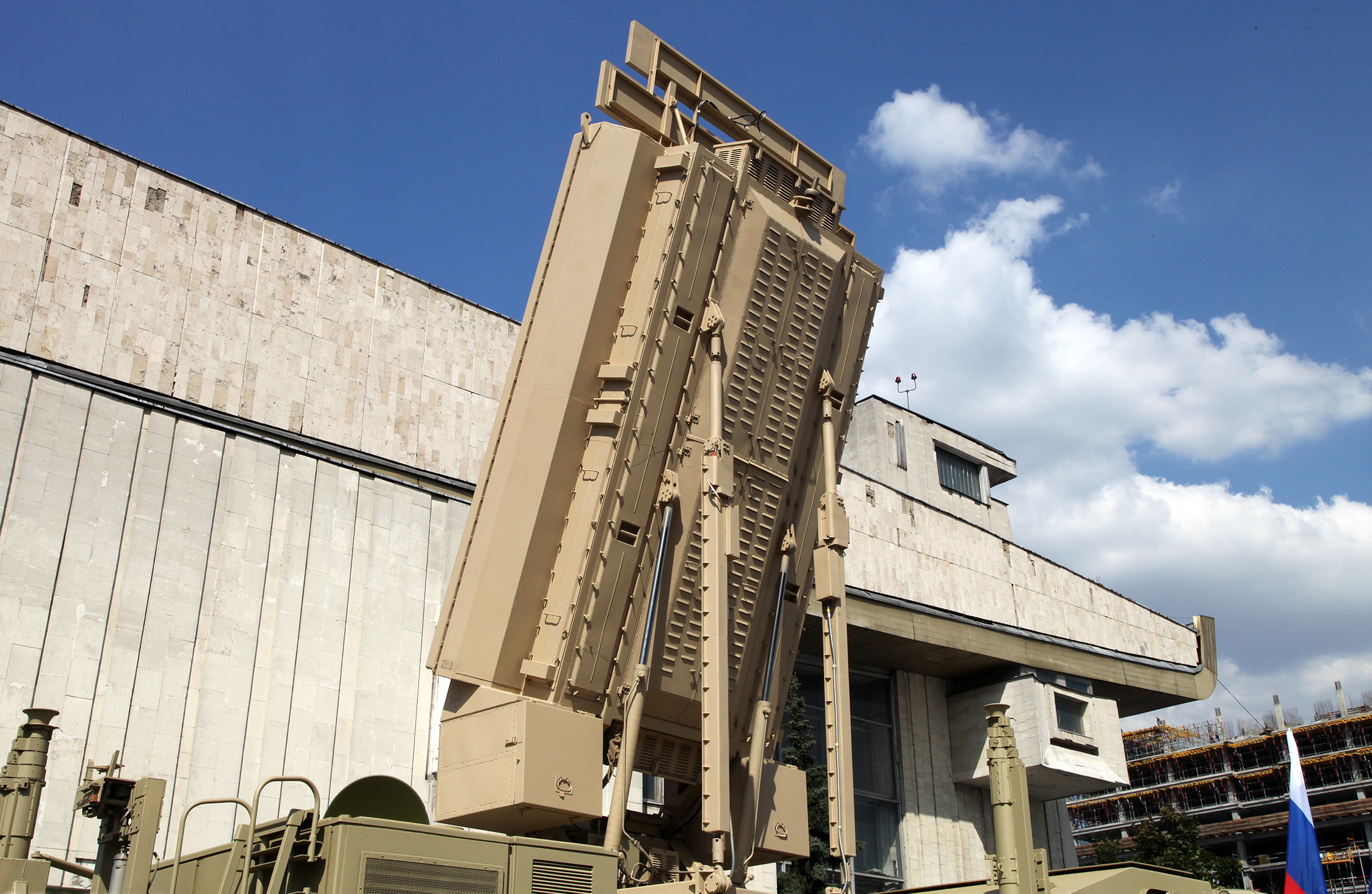